# Dalęcino (stacja kolejowa)
Dalęcino – stacja kolejowa w województwie zachodniopomorskim, w powiecie szczecineckim i w gminie Szczecinek, 1 km na południe-południowy zachód od centrum wsi. Przez stację przebiega jednotorowa zelektryfikowana linia kolejowa Szczecinek – Białogard – Kołobrzeg. 

## Ruch pasażerski
| Rok  | Wymiana pasażerska na dobę |
| ---- | -------------------------- |
| 2017 | 10-19                      |
| 2022 | 10-19                      |